# Latixi
Latixi - Латыши (rus) és un khútor del krai de Krasnodar, a Rússia. És a 20 km al nord-oest de Tikhoretsk i a 143 km al nord-est de Krasnodar. Pertany al possiólok de Bratski.